# 480p
480p는 비디오 디스플레이 해상도의 하나(a family of video display resoultions)를 짧게 줄여 부르는 말이다. p는 순차 주사 방식을 뜻하며 480개의 수직 주사선을 사용한다. 디지털 표준 텔레비전(SDTV)에서 보통 가로로 보통 640개 화소에 4:3 가로세로비를 갖추고 있다. 고선명 텔레비전(HDTV)에서는 보통 16:9 비율에 가로로 854 개 화소를 갖추고 있다. 480p는 HDTV만큼 화질이 뛰어나진 못하며, 이를 EDTV라고 한다. 프레임 레이트는 보통 30~60 헤르츠이다.

## 해상도
| 표준          | 해상도                      | 가로세로비                                                                |
| ------------- | --------------------------- | ------------------------------------------------------------------------- |
| 480p          | 640×480p                    | 4:3 (가장 일반적인 480p 가로세로비)                                       |
| 480p (1.85:1) | 888×480p                    | 1.85:1 (언스케일/아카데미 포맷)                                           |
| 480p (16:9)   | 대략 854×480p 또는 848x480p | 16:9 (854×480은 480p이 와이드스크린 유튜브 비디오에 선택될 때 사용됨)     |
| 480p (3:2)    | 720×480p                    | 3:2 (아이팟 터치 4에 사용되는 동일 가로세로비. NTSC DVD-Video에도 사용됨) |
| 480p (5:3)    | 800×480p                    | 5:3                                                                       |

## 같이 보기
- 디스플레이 해상도
- 480i